# 美馬市立穴吹図書館
美馬市立穴吹図書館（みましりつあなぶきとしょかん）は、かつて、徳島県美馬市穴吹町穴吹字九反地5番地にあった市立図書館である。
建物構造は鉄筋コンクリート造4階。美馬市役所南館の2階に位置していた。
所管課は、美馬市教育委員会事務局文化・スポーツ課である。

## 施設

### 図書館
- 2階 - 児童書架、一般書架

## 利用情報
- 開館時間：9:00〜17:00
- 休館日：毎週火曜日、祝日、資料整理日（毎月第3木曜日）、年末年始(12月28日〜1月4日)、特別整理期間（年1回、10日以内）。
- 駐車場：美馬市役所穴吹庁舎駐車場81台。その他駐車場70台。駐輪場10台[3]。

## 歴史
1986年11月に図書館施設が竣工し、翌年4月1日に穴吹町立図書館として開館した。2005年（平成17年）3月1日の穴吹町合併に伴い、廃館時点の名称である美馬市立穴吹図書館に変更された。
2013年、市の行政機能を統合する計画により、他の施設に入居していた美馬市教育委員会事務局を市役所に入居させることとなり、これと同時に図書館を廃館とすることが決まった。同年8月31日には閲覧サービスと貸出資料の返却受付を終了し、9月1日から30日に掛けては休館し、10月1日付けで廃館した。穴吹地区に新たな図書館の建設計画はないという。

## 周辺
- 吉野川
- JR穴吹駅
- 国道192号
- 美馬市役所
- 美馬市保健センター
- 国見医院
- トマト調剤薬局穴吹店
- 美馬警察署穴吹町穴吹駐在所
- 阿波銀行穴吹支店
- 徳島銀行穴吹支店
- 徳島県立穴吹高等学校

## 交通
鉄道
- JR徳島線穴吹駅下車、徒歩約10分。